# Коляда, Никифор Захарович
Ники́фор Заха́рович Коляда́ (партизанский псевдоним — «Батя») (9 февраля 1891, хутор Костево близ г. Валки Харьковской губернии — 1 марта 1955, Москва) — один из организаторов красного партизанского движения в годы Гражданской войны 1918—1920 и Великой Отечественной войны 1941—1945 годов.

## Биография
Родился в 1891 году в Харьковской губернии в семье крестьянина-бедняка.
В 1912 году был призван в армию, служил писарем в 124-м Воронежском пехотном полку, в 1915 году окончил 1-ю Московскую школу прапорщиков.
Участник Первой мировой войны — поручик 186-го пехотного Асландузского полка, был трижды ранен.
В 1917 году — председатель солдатского комитета 186-го пехотного полка. После Октябрьской революции поддержал большевиков.
Весной 1918-го после оккупации Украины немецкими войсками его арестовали власти УНР как члена городского Совета рабочих и солдатских депутатов. За большевистскую агитацию ему грозила смертная казнь. Но Коляда совершил дерзкий побег, и в 1918—1919 годах воевал с вооружёнными силами Скоропадского и Петлюры, командовал партизанским отрядом в Подольской губернии. Был участником советско-польской войны, военкомом 57-й стрелковой дивизии на польском фронте. С 1920 года — член ВКП(б).
В 1922 году — заместитель командующего партизанскими отрядами на Дальнем Востоке и член Военного совета партизанских отрядов Приморья. После победы Советской власти на Дальнем Востоке руководил Приморской рабоче-крестьянской милицией. 
В 1925—1930 годах — учился на восточном факультете Дальневосточного университета. В 1932—1941 годах работал в Наркомлесе, Наркомзаге, Наркомфлоте.
С началом Великой Отечественной войны Коляда, который по возрасту призыву в армию уже не подлежал, написал заявление в ЦК ВКП(б) с просьбой направить его на боевую работу в немецкий тыл в связи с наличием у него опыта партизанской войны. В июле 1941 года он был направлен в Смоленскую область для организации партизанской борьбы в тылу немецких войск. Создал и возглавил партизанское соединение из нескольких отрядов и стал широко известен на Смоленщине как «Батя». Только в апреле — мае 1942 его отряды уничтожили более 1,8 тыс. солдат противника и освободили 230 населённых пунктов. В сентябре 1942 года был награждён орденом Ленина. В посольстве Великобритании в Москве от имени британского короля Коляде вручили именной кортик. 
Но в октябре 1942 года Коляда был арестован по обвинению в невыполнении заданий командования и обмане директивных органов. Поводом для ареста стало невыполнение приказа Центрального штаба партизанского движения — партизаны Коляды, не получив для этого специального разрешения, вышли в советский тыл, отступая под давлением превосходящих сил противника. Был обвинён в невыполнении боевого задания:

Поставленные перед Колядой задачи не допускать переброски живой силы, техники, боеприпасов по большаку Смоленск — Духовщина — Белый по существу не выполнялись, если не брать отдельные малозначительные операции. Противник этот большак использовал почти беспрепятственно, чем укрепил свой участок фронта в районе Белый, Ржев, Сычевка.
В историографии иногда указывается, что, вероятно, реальной причиной ареста послужил конфликт с начальником Центрального штаба партизанского движения П. К. Пономаренко, выступавшего против крупных партизанских соединений, а также разногласия с секретарем Смоленского обкома, в период оккупации территории немцами — начальником Смоленского штаба партизанского движения Д. М. Поповым. По словам Пономаренко, Коляда в его присутствии сказал: «Листовки, разбрасываемые обкомом, не имеют значения. Партийные органы себя дискредитировали. Отступление, эвакуация и т. д. подорвали веру народа в партийный орган. Сейчас надо разбрасывать листовки от имени лиц, завоевавших у народа уважение своей борьбой. Мои листовки, за моей подписью в Смоленской области могли бы сыграть большую роль. Меня всюду знают».
14 июля 1943 года Коляда был приговорён к 20 годам исправительно-трудовых лагерей. 
Был полностью реабилитирован и освобождён в 1954 году, был восстановлен в партии, ему вернули орден Ленина, выделили жилплощадь.
Вскоре после освобождения умер от инфаркта. Похоронен на Измайловском кладбище.

Могила Коляды на Измайловском кладбище Москвы.